# Расширение Вселенной
Расшире́ние Вселе́нной — явление, состоящее в почти однородном и изотропном расширении космического пространства в масштабах всей Вселенной, выводимое через наблюдаемое с Земли космологическое красное смещение.
Экспериментально расширение Вселенной подтверждается выполнением закона Хаббла, а также уменьшением светимости экстремально удалённых «стандартных свеч» (сверхновых типа Ia). Согласно теории Большого взрыва, Вселенная расширяется из начального сверхплотного и сверхгорячего состояния. Является ли это исходное состояние сингулярным (как предсказывает классическая теория гравитации — общая теория относительности) или нет — активно дебатируемый вопрос, разрешить который надеются разработкой квантовой теории гравитации.
Теоретически явление было предсказано и обосновано А. Фридманом (см. Вселенная Фридмана) на раннем этапе разработки общей теории относительности из общефилософских соображений об однородности и изотропности Вселенной.

## Стадии
| Стадия                                 | Эволюция {\displaystyle a(\eta )}         | Параметр Хаббла                                                           |
| -------------------------------------- | ----------------------------------------- | ------------------------------------------------------------------------- |
| Инфляционная                           | {\displaystyle a\propto e^{Ht}}           | {\displaystyle H^{2}={\frac {8\pi }{3}}{\frac {\rho _{vac}}{M_{pl}^{2}}}} |
| Радиационное доминирование             | {\displaystyle a\propto t^{\frac {1}{2}}} | {\displaystyle H={\frac {1}{2t}}}                                         |
| Пылевая стадия                         | {\displaystyle a\propto t^{\frac {2}{3}}} | {\displaystyle H={\frac {2}{3t}}}                                         |
| {\displaystyle \Lambda }-доминирование | {\displaystyle a\propto e^{Ht}}           | {\displaystyle H^{2}={\frac {8\pi }{3}}G\rho _{\Lambda }}                 |

| Космологические параметры по данным WMAP и Planck        | Космологические параметры по данным WMAP и Planck | Космологические параметры по данным WMAP и Planck |
|                                                          | WMAP                                              | Planck                                            |
| -------------------------------------------------------- | ------------------------------------------------- | ------------------------------------------------- |
| Возраст Вселенной t0, млрд лет                           | 13,75 ± 0,13                                      | 13,801 ± 0,024                                    |
| H0, (км/с)/Мпк                                           | 71,0 ± 2,5                                        | 67,37 ± 0,54                                      |
| Физический параметр плотности барионной материи Ωbh2     | 0,0226 ± 0,0006                                   | 0,02233 ± 0,00015                                 |
| Физический параметр плотности тёмной материи Ωсh2        | 0,111 ± 0,006                                     | 0,1198 ± 0,0012                                   |
| Физический параметр плотности материи Ωmh2 = (Ωb + Ωс)h2 |                                                   | 0,1428 ± 0,0011                                   |
| Общий параметр плотности Ωt                              | 1,08+0,09 -0,07                                   |                                                   |
| Параметр плотности барионной материи Ωb                  | 0,045 ± 0,003                                     |                                                   |
| Параметр плотности тёмной энергии ΩΛ                     | 0,73 ± 0,03                                       | 0,6847 ± 0,0073                                   |
| Параметр плотности тёмной материи Ωc                     | 0,22 ± 0,03                                       |                                                   |
| Параметр плотности материи Ωm = Ωb + Ωc                  |                                                   | 0,3147 ± 0,0074                                   |

## Расширение Вселенной в различных моделях
Метрическое расширение пространства является увеличением расстояния между двумя отдалёнными частями Вселенной с течением времени. Метрическое расширение является ключевым элементом космологии Большого взрыва и математически моделируется с помощью метрики Фридмана — Леметра — Робертсона — Уокера (FLRW). Эта модель действует в современную эпоху только на больших масштабах (примерно масштабах скоплений галактик и выше). На меньших масштабах материальные объекты связаны друг с другом силой гравитационного притяжения, и такие связанные скопления объектов не расширяются.

## Ускорение расширения Вселенной
В конце 1990-х годов было обнаружено, что в удалённых галактиках, расстояние до которых было определено по закону Хаббла, сверхновые типа Ia имеют яркость ниже той, которая им полагается. Иными словами, расстояние до этих галактик, вычисленное по методу «стандартных свеч» (сверхновых Ia), оказывается больше расстояния, вычисленного на основании ранее установленного значения параметра Хаббла (за это открытие Сол Перлмуттер, Брайан П. Шмидт и Адам Рисс получили премию Шоу по астрономии за 2006 год, Нобелевскую премию по физике за 2011 год и Премию по фундаментальной физике Юрия Мильнера в 2015 году). Был сделан вывод, что Вселенная не просто расширяется, она расширяется с ускорением.
Ранее существовавшие космологические модели предполагали, что расширение Вселенной замедляется. Они исходили из предположения, что основную часть массы Вселенной составляет материя — как видимая, так и невидимая (тёмная материя). На основании новых наблюдений, свидетельствующих об ускорении расширения, было найдено, что во Вселенной существует ранее неизвестная энергия с отрицательным давлением (см. уравнения состояния). Её назвали «тёмной энергией».
По имеющимся оценкам, ускоряющееся расширение Вселенной началось приблизительно 5 миллиардов лет назад. Предполагается, что до этого расширение замедлялось благодаря гравитационному действию тёмной материи и барионной материи. Плотность барионной материи в расширяющейся Вселенной уменьшается быстрее, чем плотность тёмной энергии. В конце концов, тёмная энергия начинает преобладать. Например, когда объём Вселенной удваивается, плотность барионной материи уменьшается вдвое, а плотность тёмной энергии остаётся почти неизменной (или точно неизменной — в варианте с космологической константой).

## Последствия для судьбы Вселенной
Если ускоряющееся расширение Вселенной будет продолжаться бесконечно, то в результате галактики за пределами нашего Сверхскопления галактик рано или поздно выйдут за горизонт событий, их относительная скорость превысит скорость света, и мы всегда будем видеть их прошлое до момента ухода за горизонт со всё возрастающим красным смещением. Это не является нарушением специальной теории относительности и уже произошло с достаточно далёкими галактиками. На самом деле трудно даже определить «относительную скорость» в искривлённом пространстве-времени. Относительная скорость имеет смысл и может быть определена только в плоском пространстве-времени, или на достаточно малом (стремящемся к нулю) участке искривлённого пространства-времени. Любая форма коммуникации далее пределов горизонта событий становится невозможной, и всякий контакт между объектами теряется. Земля, Солнечная система, наша Галактика, и наше Сверхскопление будут видны друг другу и в принципе достижимы путём космических полётов, в то время как вся остальная Вселенная исчезнет вдали. Со временем наше Сверхскопление придёт в состояние тепловой смерти, то есть осуществится сценарий, предполагавшийся для предыдущей, плоской модели Вселенной с преобладанием материи.
Существуют и более экзотические гипотезы о будущем Вселенной. Одна из них предполагает, что фантомная энергия приведёт к т. н. «расходящемуся» расширению. Это подразумевает, что расширяющая сила действия тёмной энергии продолжит неограниченно увеличиваться, пока не превзойдёт все остальные силы во Вселенной. По этому сценарию, тёмная энергия со временем разорвёт все гравитационно связанные структуры Вселенной, затем превзойдёт силы электростатических и внутриядерных взаимодействий, разорвёт атомы, ядра и нуклоны и уничтожит Вселенную в Большом разрыве.
С другой стороны, тёмная энергия может со временем рассеяться или даже сменить отталкивающее действие на притягивающее. В этом случае гравитация возобладает и приведёт Вселенную к «Большому хлопку». Основным недостатком этой модели является то, что силы гравитации и направление расширения вселенной могут быть ортогональными (например, если предположить, что пространство вселенной — трёхмерная гиперсфера), в этом случае гравитация не будет влиять на расширение вселенной. Гравитация также не может влиять на расширение вселенной, если причиной этого расширения является расширение самого пространства (гравитация действует лишь на материальные объекты, но не на пустое пространство). Впрочем, нельзя исключать возможность сжатия вселенной по иным причинам. Некоторые сценарии предполагают «циклическую модель» Вселенной. Хотя эти гипотезы пока не подтверждаются наблюдениями, они и не отвергаются полностью. Решающую роль в установлении конечной судьбы Вселенной (развивающейся по теории Большого взрыва) должны сыграть точные измерения темпа ускорения.